# Triều đại thứ ba của Ur
Triều đại thứ ba của Ur, hay còn gọi là Đế quốc Tân-Sumer, đề cập đến triều đại cai trị Sumer từ thế kỉ 22 đến thế kỷ 21 TCN, có lãnh thổ bao gồm thành phố Ur và một số vùng lãnh thổ phụ thuộc trong một thời kì ngắn, và được một số nhà sử học coi như là một đế chế sơ khai. Triều đại thứ ba của Ur thường được viết tắt là Ur III bởi các nhà sử học nghiên cứu về thời kỳ này.
Triều đại thứ ba của Ur là triều đại cuối cùng của người Sumer có quyền lực thống trị ở Lưỡng Hà, bắt đầu từ sau nhiều thế kỷ bị trị vì bởi các vị vua Akkad và Guti. Nó kiểm soát các thành phố Isin, Larsa và Eshnunna và mở rộng lên phía bắc đến tận Lưỡng Hà Thượng. Triều đại này được xem là thời kì phục hưng Sumer sau sự sụp đổ của Vương triều Ur thứ nhất.

## Lịch sử
Triều đại thứ ba của Ur nổi dậy một thời gian sau khi đế chế Akkad sụp đổ. Thời kỳ giữa vị vua quyền lực cuối cùng của Akkad, Shar-Kali-Sharri, và vị vua đầu tiên của Ur III, Ur-Nammu, không được ghi chép rõ ràng, nhưng hầu hết các nhà nghiên cứu Assyria đều cho rằng có một "thời kỳ đen tối" ngắn ngủi, theo sau bởi một cuộc cạnh tranh quyền lực giữa các thành bang hùng mạnh nhất. Trong danh sách vua, Shar-Kali-Shari được theo sau bởi hai vị vua khác của Akkad và sáu người của Uruk; tuy nhiên, không có niên hiệu nào còn tồn tại cho bất kỳ ai trong số này, thậm chí chưa tìm thấy bất kỳ hiện vật nào xác nhận tính xác thực trong lịch sử của những triều đại này — ngoại trừ một cổ vật liên quan đến Dudu của Akkad (người kế vị trực tiếp của Shar-Kali-Sharri trong danh sách). Thay vào đó, sự thống trị của Akkad dường như đã bị thay thế bởi những người Guti xâm lược từ vùng Zaros, triều đại cai trị Lưỡng Hà trong một thời kỳ chưa được xác định (124 năm theo một số bản sao của danh sách vua, và chỉ 25 theo những nguồn khác). Những người Guti là dân du mục và không có chữ viết nên triều đại của họ không phát triển nông nghiệm hay lưu trữ hồ sơ. Vào thời điểm họ bị đánh đuổi, khu vực đã bị tê liệt bởi nạn đói nghiêm trọng và giá ngũ cốc tăng vọt. Vị vua cuối cùng của người Guti, Tirigan, đã bị Utu-hengal của Uruk trục xuất, bắt đầu thời kì "Phục hưng Sumer". 

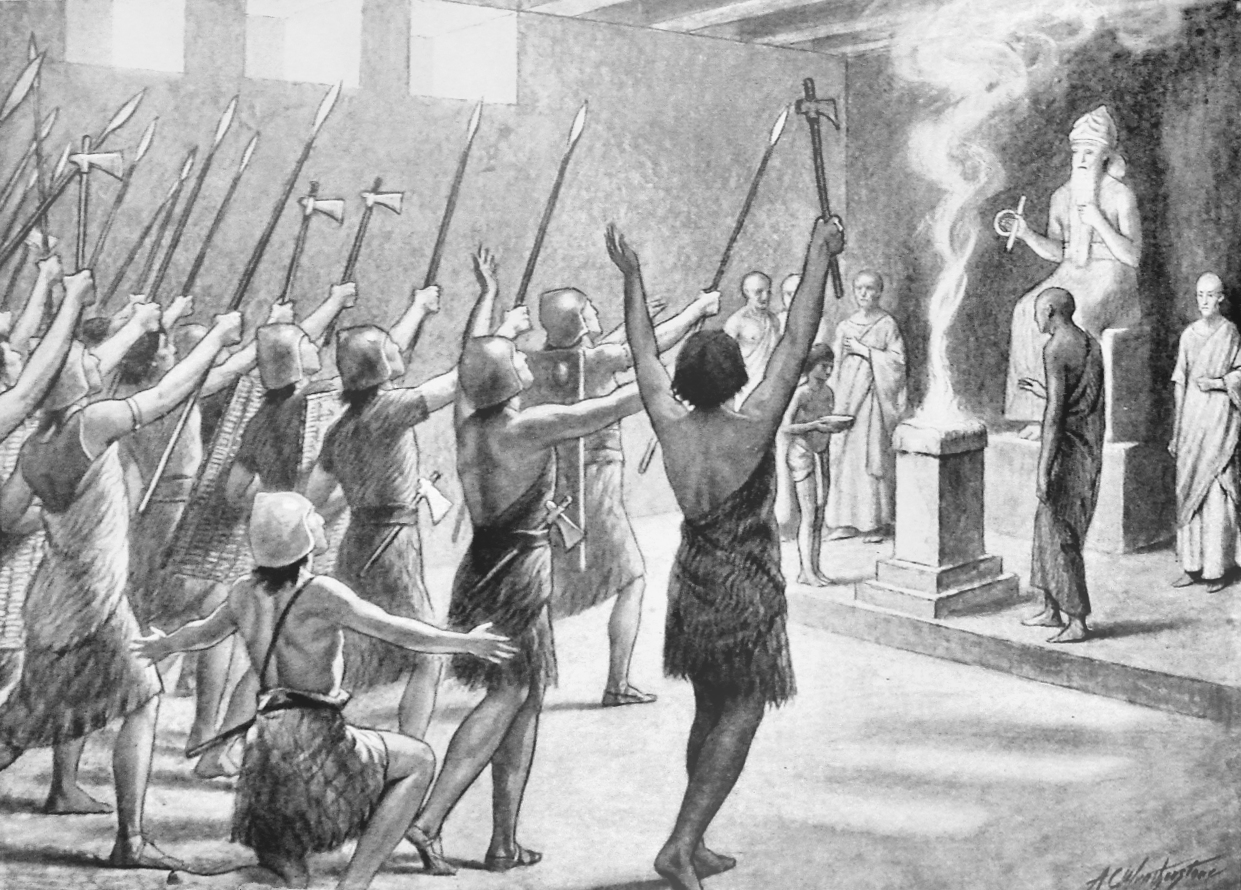
Utu-hengal, Hoàng tử của thành bang Sumer Uruk, cầu nguyện cho chiến thắng chống lại vua Guti Tirigan. Minh họa thế kỷ 19.

Đế chế của triều đại thứ ba Ur (màu xanh lá cây), với lãnh thổ, vùng ảnh hưởng và tiền đồn thuộc địa, ở thời điểm mở rộng nhất. Tây ở phía trên, Bắc ở bên phải.

Sau triều đại của Utu-Hengal, Ur-Nammu (ban đầu là một vị tướng) đã thành lập Triều đại thứ ba của Ur, nhưng những sự kiện chính xác xung quanh sự nắm quyền của ông vẫn chưa được xác định rõ ràng. Danh sách vua Sumer cho thấy Utu-hengal đã trị vì trong bảy năm (hoặc 426, hoặc 26 trong các bản sao khác).
Có thể ban đầu Ur-Nammu là một quan tổng trấn. Có hai tấm bia được phát hiện ở Ur có nhắc đến chi tiết này trong một bản khắc về cuộc đời của Ur-Nammu.
Ur-Nammu nổi lên như một vị vua chiến binh sau khi ông đánh bại vua Lagash trong trận chiến, tự mình giết chết nhà vua. Sau trận chiến này, Ur-Nammu dường như đã giành được danh hiệu 'vua Sumer và Agade'.
Sự thống trị của Ur đối với Đế quốc Tân Sumer đã được hợp nhất với Bộ luật Ur-Nammu nổi tiếng, có lẽ là bộ luật đầu tiên như vậy đối với Lưỡng Hà kể từ Urukagina của Lagash từ nhiều thế kỷ trước.
Nhiều thay đổi đáng kể đã xảy ra tại đế chế dưới triều đại của Shulgi. Ông đã thực hiện các bước để tập trung hóa và tiêu chuẩn hóa các quy trình thủ tục của đế quốc. Ông được ghi nhận với việc chuẩn hóa các quy trình hành chính, tài liệu lưu trữ, hệ thống thuế và lịch quốc gia. Ông chiếm được thành phố Susa và vùng lân cận, lật đổ vua Elam Kutik-Inshushinak, trong khi phần còn lại của Elam nằm dưới sự kiểm soát của triều đại Shimashki.

### Quân đội và các cuộc chinh phạt của Ur III

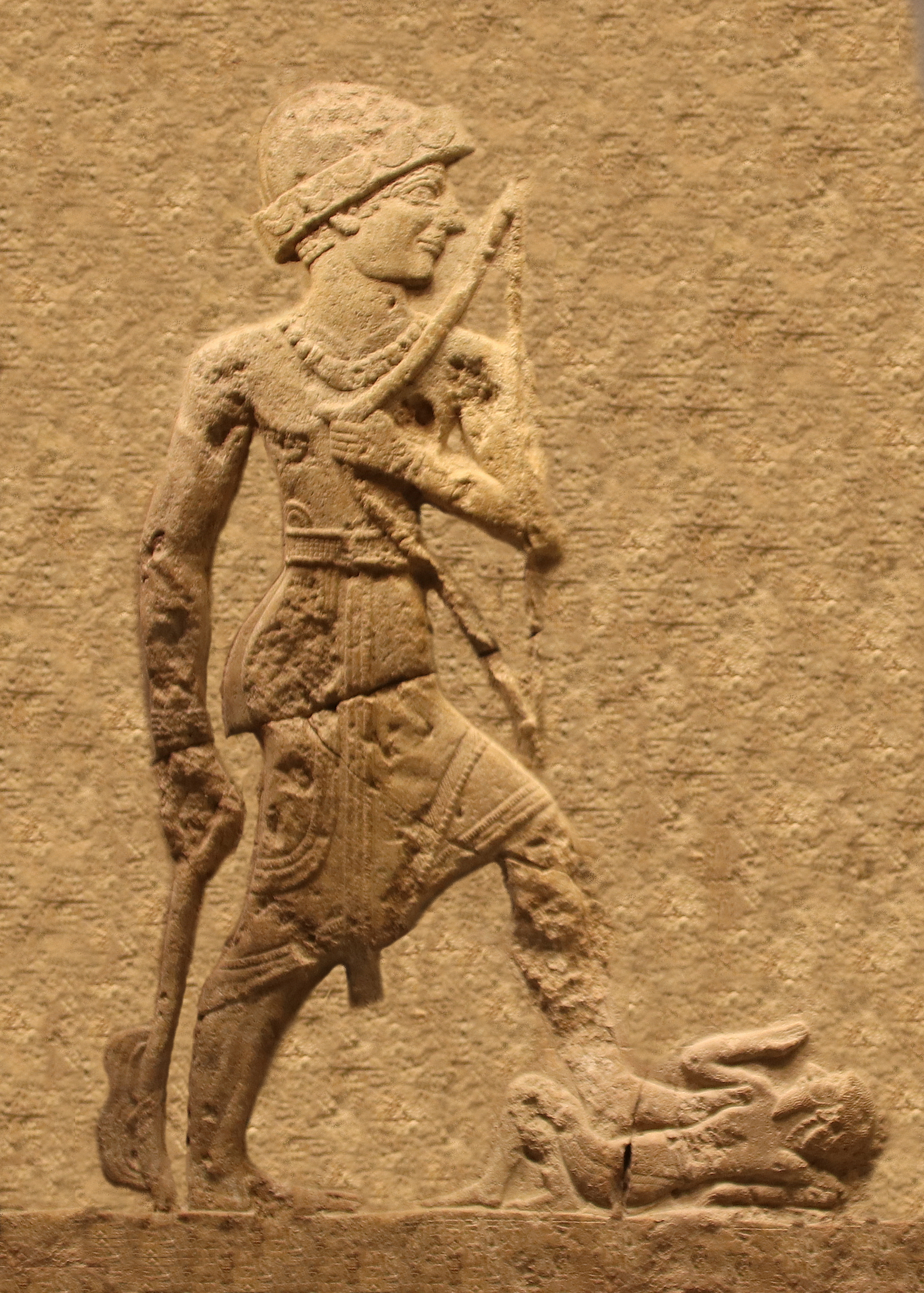
Iddin-Sin, Vua của Simurrum. Simurrum, một bộ lạc vùng núi, đã bị quân đội của Vương triều Ur thứ ba tàn phá, khoảng năm 2000 TCN.

Vào thế kỷ cuối cùng của thiên niên kỷ thứ 3 trước Công nguyên, người ta tin rằng các vị vua của Ur đã tiến hành một số cuộc xung đột xung quanh biên giới của vương quốc. Những xung đột này được cho là đã bị ảnh hưởng bởi vua Akkad. Do có ít bằng chứng về cách các vị vua tổ chức lực lượng của họ nên không rõ liệu lực lượng phòng thủ ở trung tâm hay bên ngoài vương quốc. Một trong những điều chúng ta biết là một trong những người cai trị là người cai trị thứ hai của triều đại, Šulgi đã thực hiện được một số lần bành trướng và chinh phục. Những điều này sớm được tiếp tục bởi ba người kế vị của ông nhưng những cuộc chinh phục của họ ít thường xuyên hơn.
Ở đỉnh cao của công cuộc bành trướng của Ur, họ đã chiếm vùng lãnh thổ từ phía đông nam Anatolia đến bờ biển Iran của Vịnh Ba Tư, một minh chứng cho sức mạnh của Triều đại Ur. Quân đội Ur đã mang về những chiến lợi phẩm quý giá khi họ chinh phục được một vùng đất mới. Có hàng trăm văn bản giải thích làm thế nào kho báu bị quân đội Ur III chiếm giữ và mang về vương quốc sau các chiến thắng. Ngoài ra trong một số văn bản có vẻ như các chiến dịch của Shulgi mang lại nguồn lợi lớn nhất cho vương quốc. Rất có thể những người chính được hưởng lợi từ các vụ cướp bóc là các vị vua và đền thờ, những thế lực đã trở lại các vùng chính của vương quốc.

### Xung đột với các bộ lạc vùng núi phía đông bắc
Những người cai trị Ur III thường xung đột với các bộ lạc vùng cao của khu vực núi Zagros, cư ngụ ở phía đông bắc của khu vực Lưỡng Hà. Trong số những bộ lạc này, quan trọng nhất là vương quốc bộ lạc Simurrum và Lullubi. Họ cũng thường xuyên xung đột với Elam.

### Niên đại của những người cai trị
Các nhà nghiên cứu Assyria sử dụng nhiều phương pháp phức tạp để thiết lập mốc thời gian chính xác nhất có thể cho giai đoạn này, nhưng vẫn còn tồn tại nhiều tranh cãi. Thông thường, các học giả sử dụng các niên đại thông thường (giữa) hoặc thấp (ngắn) như sau: 
| Người cai trị | Niên đại trung Trước Công nguyên | Niên đại ngắn Trước Công nguyên |
| ------------- | -------------------------------- | ------------------------------- |
| Utu-hengal    | 2119 - 2113                      | 2055 - 2048                     |
| Ur-Nammu      | 2112 - k. 2095                   | 2047 - 2030                     |
| Shulgi        | 2094 - 2047                      | 2029 - 1982                     |
| Amar-Sin      | 2046 - 2038                      | 1981 - 1973                     |
| Shu-Sin       | 2037 - 2029                      | 1972 - 1964                     |
| Ibbi-Sin      | 2028 - 2004                      | 1963 - 1940                     |

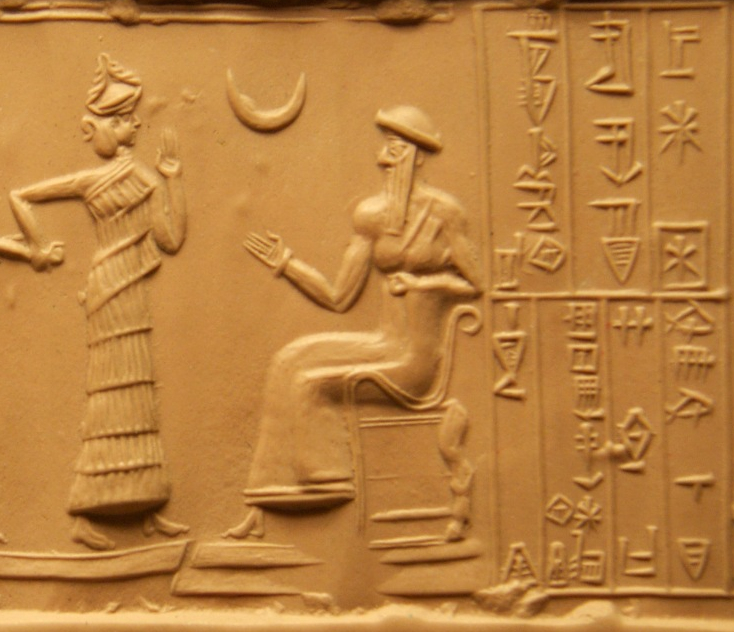
Vua Ur-Nammu, người sáng lập ra Vương triều thứ ba của Ur k. 2047 trước Công nguyên, trên một con dấu hình trụ. Tên của ông xuất hiện theo chiều dọc ở góc trên bên phải (𒌨𒀭𒇉).

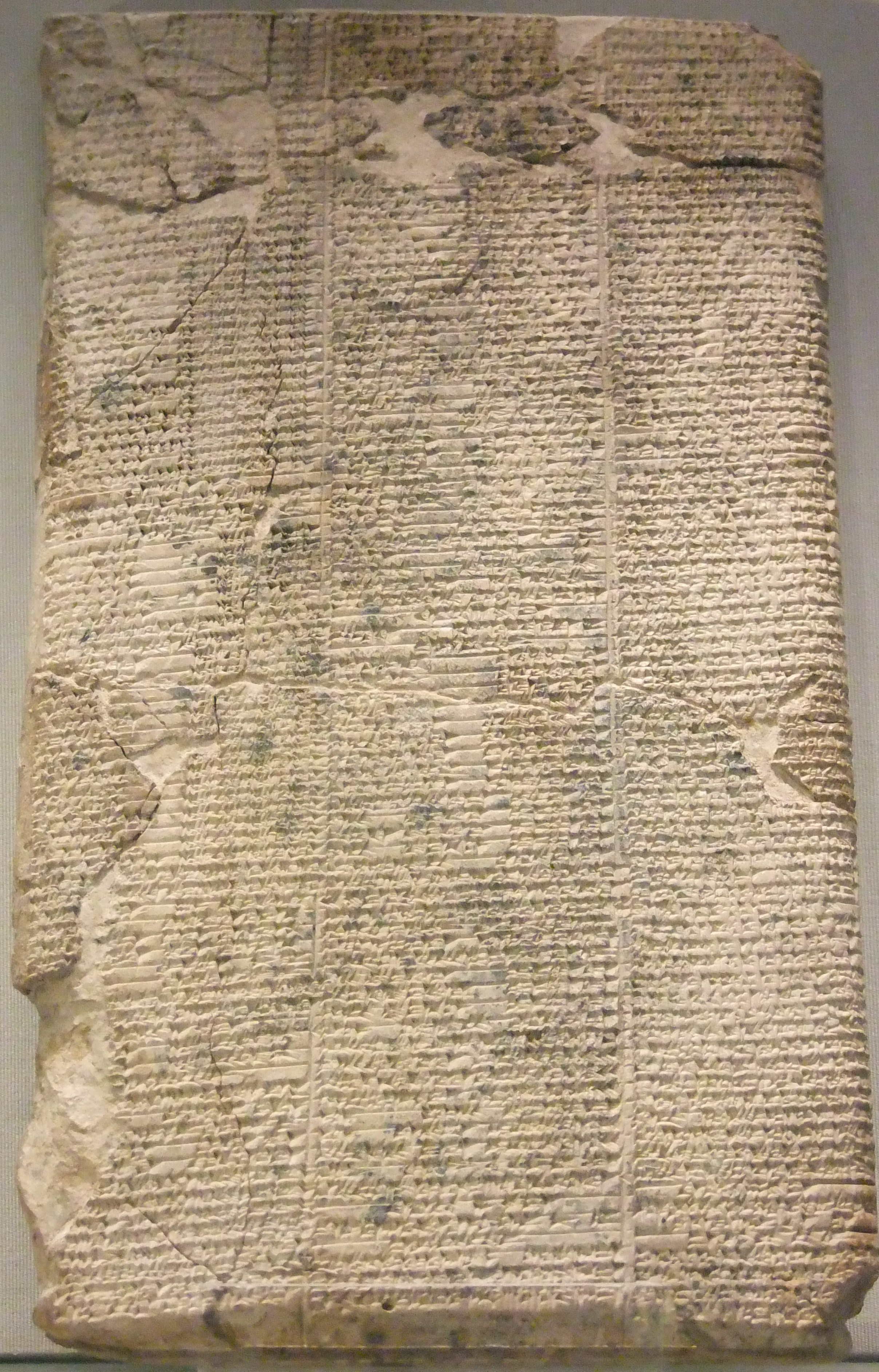
Điếu văn Ur, tưởng niệm sự sụp đổ của Ur trước Elam. Bảo tàng Louvre.

Danh sách các vị vua của triều đại thứ ba của Ur với thời gian trị vì của họ, xuất hiện trên một tài liệu hình nêm liệt kê các vị vua của Ur và Isin, "Danh sách các vị vua của Ur và Isin" (MS 1686). Danh sách giải thích: "18 năm Ur-Namma (đã) vua, 48 năm Shulgi (đã) vua, 9 năm Amar-Suen, 9 năm Su-Suen, 24 năm Ibbi-Suen.

#### Abraham
Abraham, thủy tổ chung của ba tôn giáo Abraham, có lẽ được sinh ra ở Ur vào khoảng thời gian này, mặc dù thời gian ước tính trong khoảng từ 2300 trước Công nguyên cho đến năm 1960 trước Công nguyên, thời gian sụp đổ của Ur và không hoàn toàn chắc chắn về việc xác định Ur với Ur của người Chaldees trong Kinh thánh tiếng Do Thái.

### Sự sụp đổ của Ur III
Sức mạnh của Tân-Sumer suy yếu dần. Ibbi-Sin trong thế kỷ 21 đã phát động các chiến dịch quân sự vào Elam, nhưng không thể xâm nhập sâu vào đất nước này. Vào năm 2004/1940 trước Công nguyên (theo thứ tự thời gian giữa/ngắn), Elam liên minh với người dân Susa và được lãnh đạo bởi Kindattu, vua của triều đại Elam Shimashki, đã chiếm được Ur và bắt giữ Ibbi-Sin, kết thúc triều đại thứ ba của Ur. Sau chiến thắng này, Elam đã phá hủy vương quốc và cai trị thông qua chiếm đóng quân sự trong 21 năm tiếp theo.
Lưỡng Hà sau đó rơi vào ảnh hưởng của Amorite. Các vị vua Amorite của Triều đại Isin đã thành lập các quốc gia kế vị Ur III, bắt đầu thời kỳ Isin-Larsa. Họ đã đánh đuổi người Elam ra khỏi Ur, xây dựng lại thành phố và đem về bức tượng Nanna mà Elamites đã cướp được. Người Amorite là những bộ lạc du mục từ phía bắc Levant, những người nói tiếng Semitic Tây Bắc, không giống như người Akkad bản địa ở miền nam Lưỡng Hà và Assyria nói tiếng Đông Semitic. Vào khoảng thế kỷ 19 trước Công nguyên, phần lớn miền nam Lưỡng Hà đã bị người Amorite chiếm đóng. Người Amorite ban đầu không thực hành nông nghiệp như những người Lưỡng Hà tiên tiến hơn mà thích lối sống bán du mục, chăn cừu. Theo thời gian, các thương nhân buôn ngũ cốc Amorite dần dần trỗi dậy và thành lập các triều đại độc lập của riêng họ ở một số thành bang miền nam Lưỡng Hà, đáng chú ý nhất là Isin, Larsa, Eshnunna, Lagash, và sau đó, thành lập nhà nước Babylon.

## Dẫn nguồn
1. ↑  Encyclopedia Iranica: Elam - Simashki dynasty, F. Vallat
2. 1 2  Lafont, Bertrand. "The Army of the Kings of Ur: The Textual Evidence". Cuneiform Digital Library Journal.
3. ↑  Eidem, Jesper (2001). The Shemshāra Archives 1: The Letters. Kgl. Danske Videnskabernes Selskab. tr. 24. ISBN 9788778762450.
4. ↑  Frayne, Douglas (1990). Old Babylonian Period (2003-1595 BCE). University of Toronto Press. tr. 707 ff. ISBN 9780802058737.
5. ↑  "Hash-hamer Cylinder seal of Ur-Nammu". British Museum.
6. ↑  Barton, George A. (George Aaron) (1918). Miscellaneous Babylonian inscriptions. New Haven, Yale University Press. tr. 45–50.
7. ↑  George, A. R. Sumero-Babylonian King Lists and Date Lists (PDF). tr. 206–210.
8. ↑  Nagell, Edward (2006). Destiny: Volume Two: God, Creation, and Religion, God's Actions and Mankind's Reactions (bằng tiếng Anh). Infinity Publishing. ISBN 9780741433701.
9. ↑  Bryce, Trevor (2009). The Routledge Handbook of the Peoples and Places of Ancient Western Asia: The Near East from the Early Bronze Age to the fall of the Persian Empire (bằng tiếng Anh). Routledge. tr. 221. ISBN 9781134159079.
10. ↑  D. T. Potts (ngày 12 tháng 11 năm 2015). The Archaeology of Elam: Formation and Transformation of an Ancient Iranian State. Cambridge University Press. tr. 133. ISBN 978-1-107-09469-7.